# تئاتر رویال، برایتون
تئاتر رویال (انگلیسی: Theatre Royal, Brighton) یک سالن نمایش در برایتون، انگلستان است.
این سالن تئاتر که در سال ۱۸۰۷ میلادی تأسیس شده دارای ۹۵۲ نفر ظرفیت می‌باشد.

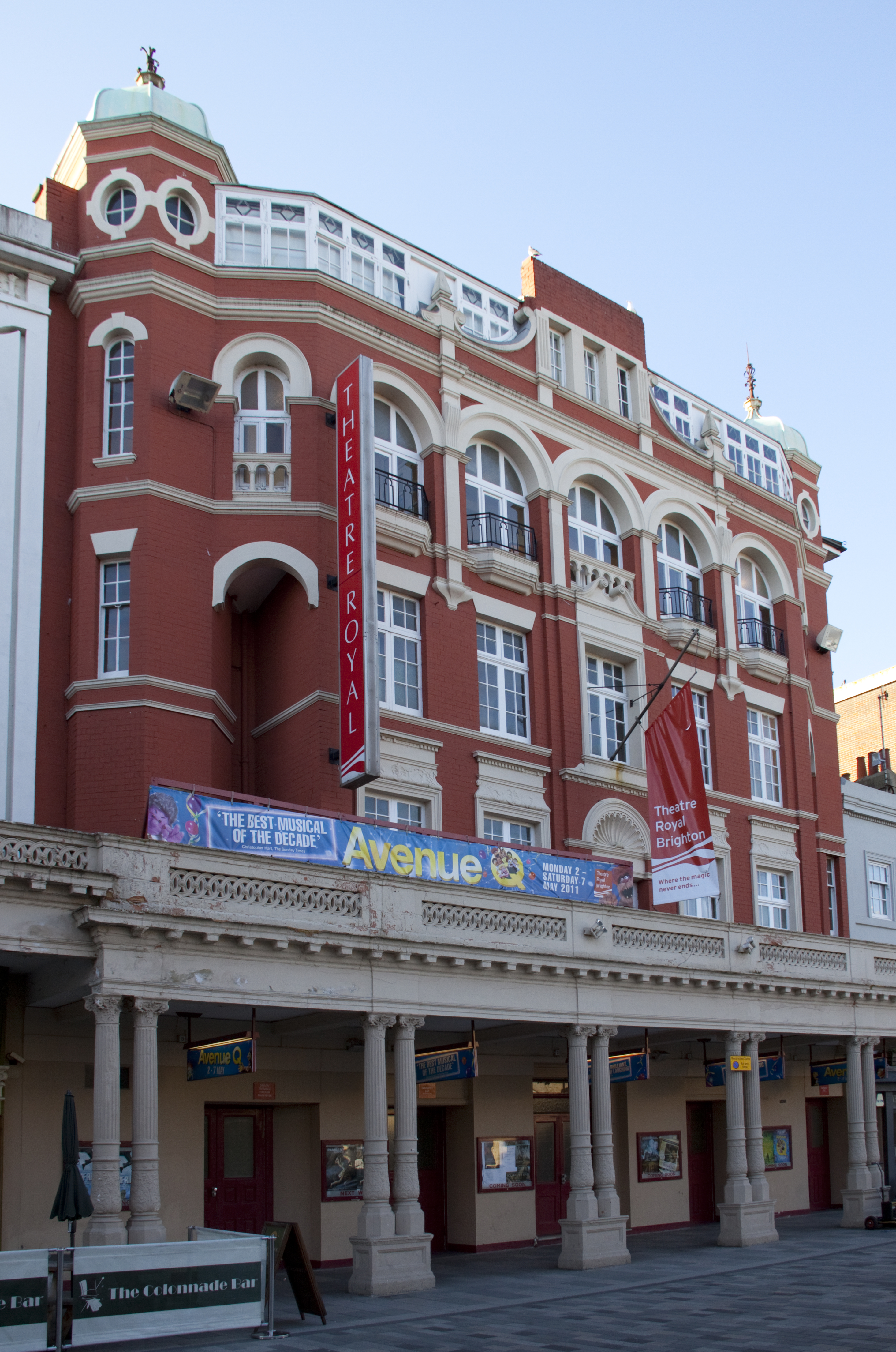
نمای بیرونی تئاتر رویال